# Na Valech
Ulice Na Valech na Hradčanech v Praze spojuje Badeniho ulici s křižovatkou ulic Milady Horákové, Svatovítská a U Prašného mostu. Ze severu do ní ústí ulice Pod Valy, Tychonova, Pod baštami a K Brusce, ulice Tychonova a K Brusce pokračují dál na jih.

## Historie a názvy
Na přelomu 17. a 18. století bylo na Malé Straně a Hradčanech vybudováno opevnění (fortifikace) obsahující 20 bašt (bastionů), které dostávaly názvy podle lokálních sakrálních staveb. Při ulici Na Valech byl bastion XV. (U Všech svatých) a koncem 19. století tu založili kadetní školu, prostory které od roku 1989 má k dispozici Ministerstvo obrany České republiky.

## Budovy, firmy a instituce
- kavárna Cafe Pointa – Na Valech 2[2]
- 500 restaurant (pětistovka) – Na Valech 16[3]
- někdejší nová kadetní škola, jejíž prostory od roku 1989 využívá Ministerstvo obrany.